# Abstrakta spel
Ett abstrakt spel är ett spel vars förlopp inte försöker avbilda någon aspekt av verkligheten, eller där likheten mellan spelet och verkligheten är mycket svag.
De flesta av de traditionella sällskapsspelen som spelats i århundraden är abstrakta, bland annat luffarschack, kalaha, go, Pentago, Cubiq och backgammon. Kortspel och schack kan beskrivas som halvabstrakta.
Många av de första datorspelen var också abstrakta, bland annat Tetris.